# Pyxicephalinae
Pyxicephalinae Bonaparte, 1850 è una sottofamiglia di anfibi dell'ordine degli Anuri.

## Distribuzione
Le specie di questa sottofamiglia vivono tutte nelle aree dell'Africa subsahariana.

## Tassonomia
La sottofamiglia comprende 6 specie raggruppate in 2 generi:
- Aubria Boulenger, 1917 (2 sp.)
- Pyxicephalus Tschudi, 1838 (4 sp.)